# Chanhassen
Chanhassen város az USA Minnesota államában, Carver és Hennepin megyében. Lakosainak száma 25 947 fő (2020. április 1.).

## Népesség
A település népességének változása:
| Lakosok száma | 175  | 22 952 | 25 947 |
|               | 1900 | 2010   | 2020   |

## Híres emberek Chanhassenből
- Prince (1958–2016), zenész; a városban élt és hunyt el; a Paisley Park Studios tulajdonosa
- Stu Bickel (1986–), jégkorongozó
- Tony Denman (1979–), színész
- Jim Lord (1948–2008), Minnesota állam korábbi kincstárnoka
- Miles Lord (1919–2016), Egyesült Államok Kerületi Bíróságának korábbi bírója